# Pfarrhaus (Steinekirch)

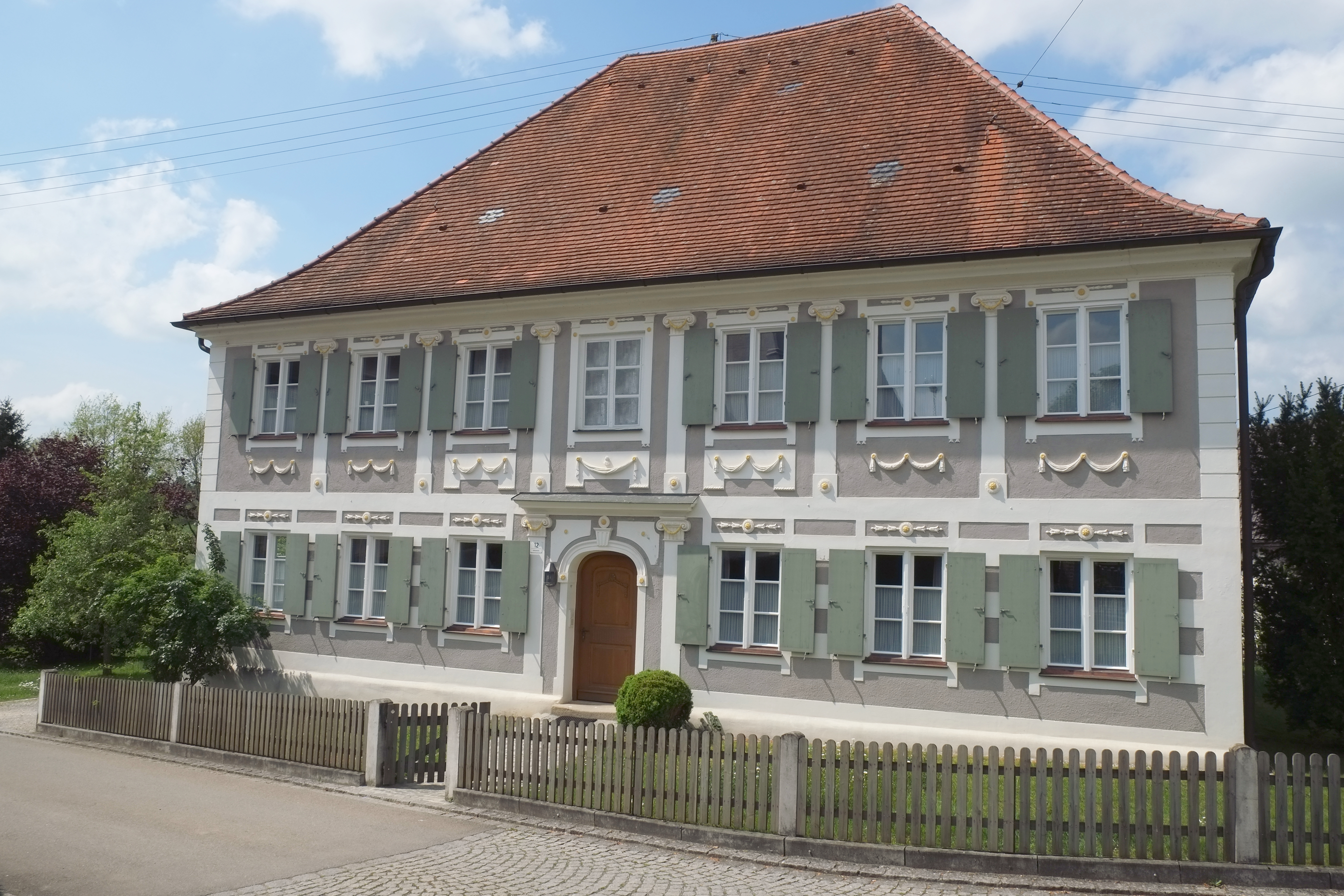
Pfarrhaus in Steinekirch

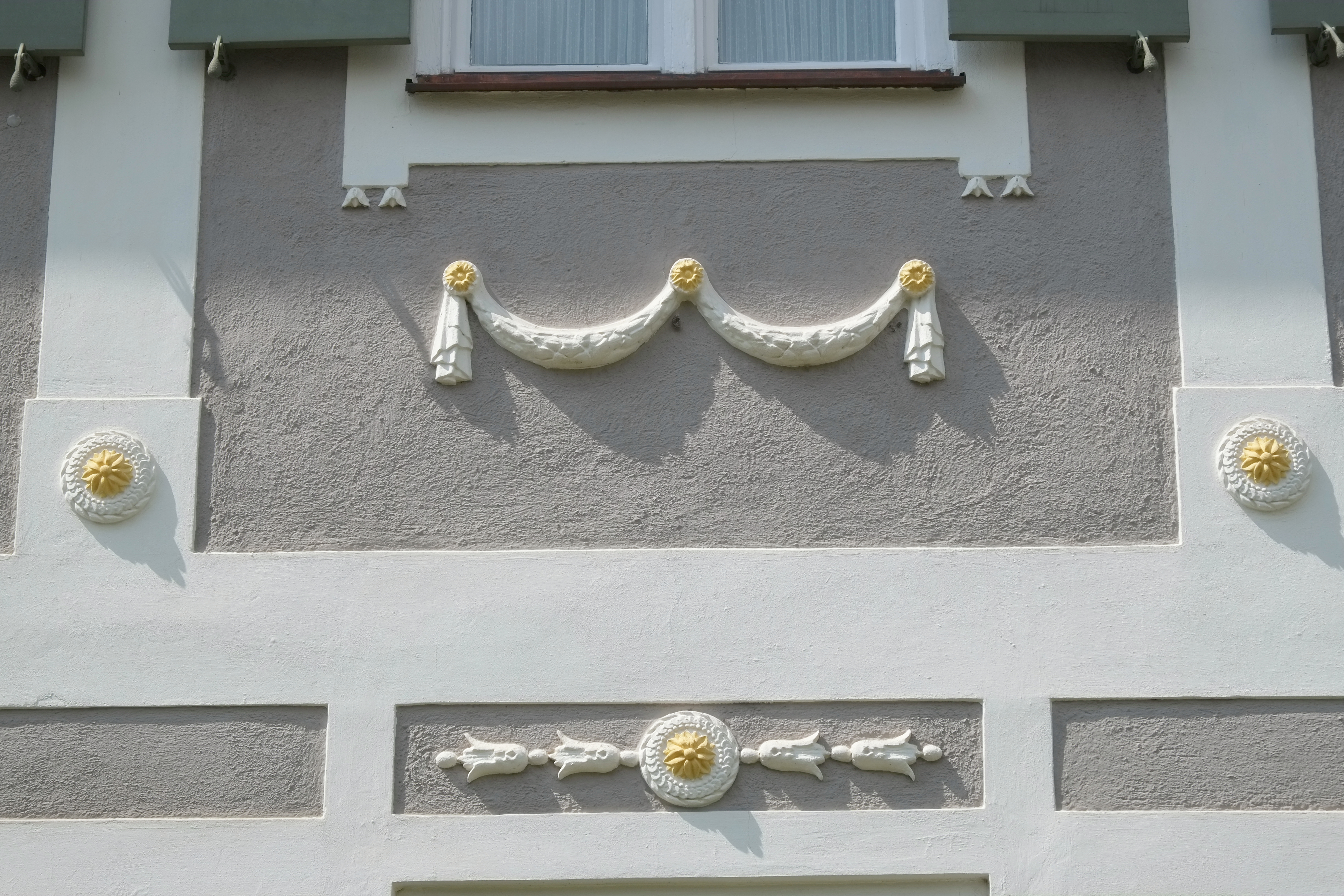
Fassadenschmuck

Das Pfarrhaus in Steinekirch, einem Gemeindeteil von Zusmarshausen im Landkreis Augsburg im bayerischen Regierungsbezirk Schwaben, wurde 1791/92 erbaut. Das Pfarrhaus an der Hofmannstraße 12 ist ein geschütztes Baudenkmal.

## Beschreibung
Der nordwestlich der Pfarrkirche St. Vitus gelegene Walmdachbau wurde nach Plänen von Johann Mitreiter errichtet. Das zweigeschossige Haus mit umlaufendem Traufgesims besitzt eine Fassade mit klassizistischer Gliederung: flache Putzbänder, Pilaster und Blendfelder mit stuckierten Ornamenten.